# Questa trifurcata
Questa trifurcata is een borstelworm uit de familie van de Orbiniidae. De wetenschappelijke naam van de soort werd voor het eerst geldig gepubliceerd in 1970 door Hobson als Novaquesta trifurcata.